# Kazimierz Zimny
Kazimierz Franciszek Zimny, né le 4 juin 1935 à Tczew (Pologne) et mort le 30 juin 2022, est un athlète polonais spécialiste du 5 000 mètres et du 10 000 mètres.

## Carrière

### Palmarès
| Date | Compétition                  | Lieu         | Résultat | Performance   |
| ---- | ---------------------------- | ------------ | -------- | ------------- |
| 1958 | Championnats d'Europe        | Stockholm    | 2e       | 13 min 55 s 2 |
| 1960 | Jeux olympiques d'été        | Rome         | 3e       | 13 min 44 s 8 |
| 1962 | Championnats d'Europe        | Belgrade     | 2e       | 14 min 1 s 8  |
| 1963 | 26e Cross de L'Humanité (ru) | La Courneuve | 1er      | 22 min 56 s 6 |

### Records
| Épreuve       | Performance   | Lieu | Date |
| ------------- | ------------- | ---- | ---- |
| 5 000 mètres  | 13 min 44 s 4 |      | 1959 |
| 10 000 mètres | 28 min 46 s 0 |      | 1965 |